# Severed
『Severed』（セヴァード）は、カナダのインディーゲームスタジオDrinkBox Studiosが開発したアクションゲーム。

## 概要
魔物の襲撃により片腕を失った少女サーシャを主人公とするダークファンタジー作品。残るもう一方の腕で剣を振るって魔物と戦いながら、行方不明の家族を求めて奇妙な異世界を探索する。ゲーム内の移動フィールドは『ウィザードリィ』シリーズのような主観視点の3Dダンジョンとして描かれ、戦闘時には操作媒体のタッチパネルに表示されている敵をスライドした際の軌跡が剣筋となり攻撃を加える。
本作の開発にあたり、クリエイターに資金提供を行うカナダオンタリオ州の行政機関「Ontario Media Development Corporation」と音楽制作者向けに基金を設立しているカナダの民間非営利団体「FACTOR」より支援を受けている。

## システム
フィールド
サーシャが移動するフィールドは複数の区域が隣接しており、ゲームが進行しサーシャが新たな能力を得るごとに行動範囲が広がる。
各所には謎解き要素があり、主に画面上のオブジェクトに対してタッチやドラッグの操作を行い仕掛けを作動させる。
戦闘
フィールドで黒い炎のシンボルに触れると敵との戦闘が開始される。敵が2体以上の場合は周りを囲むように配置されるため、視点を左右に移動させ攻撃対象を選択する。
敵の弱点部分をスライドすることでダメージを与え、スライドの範囲を長めにするとダメージ量が増える。一方で、敵が弱点を隠す動作をすることがあるほか、特定の攻撃を加えた後でなければ弱点を現さない敵もいる。
画面下の円状ゲージが満タンになると敵からの攻撃が行われる。この時、敵の攻撃方向と逆方向にスライドすると攻撃を防ぐことができ、成功すると敵が一定時間無防備になる。敵によっては連続で防がなければならない場合もある。
敵を攻撃するごとに画面左上の「フォーカス」ゲージが溜まっていく。ゲージは敵にガードされずに連続で攻撃を続けるほど早く溜まる。ゲージが満タンの状態で敵を倒すと敵の体を切断する時間が設けられ、時間内に切断した部位を収集できる。この部位はサーシャの能力を強化する際に用いる。
ゲームの進行によりサーシャは以下の戦闘能力を得る。使用時には「MP」の値を消費する。併記された名称は左がPlayStation Vita版で右がニンテンドー3DS版とNintendo Switch版。
- 目くらまし / ブラインドアイ - 敵1体の動きを一時的に停止させ無防備の状態にする。フィールド各所にある目の印の仕掛けを作動させる際にも用いる。
- 吸収 / バイトドロー - 一部の敵が備えている攻撃力上昇や防御力上昇などの能力を1つ奪い取る。フィールド各所にある牙の印の仕掛けを作動させる際にも用いる。
- レイジ / レイジアーム - サーシャの攻撃力が大幅に上昇する。ただし使い続けると一時的に行動不能となる。

## 受賞・ノミネート
- Canadian Video Game Awards 2016 「Best Mobile/Handheld Game」「Best Musical Score」受賞[17]
- The Game Awards 2016（英語版） 「Best Mobile/Handheld Game」ノミネート[18]
- Destructoid 「Best Mobile Game of 2016」受賞[19]
- IGN Best of 2016 Awards 「Mobile Game of the Year」ノミネート[20]
- 20th Annual D.I.C.E Awards 「Handheld Game of the Year」ノミネート[21][22]
- New York Game Awards 2017 「Battery Park Award for Best Handheld Game」受賞[23]
- Apple Design Awards（英語版） 2017 受賞（他作品と共同）[24]